# Czarka Wodza
Czarka Wodza – nazwa nadana starożytnemu minojskiemu kamiennemu naczyniu ozdobionemu reliefem figuralnym, odnalezionemu w 1902 roku w ruinach willi w Hagia Triada.
Naczynie eksponowane jest w sali VII Muzeum Archeologicznego w Heraklionie. Jego powstanie datowane na podstawie cech stylistycznych określane jest na około 1500 p.n.e. Wykonane z ciemnozielonego serpentynu, ma postać odwróconego stożka o wysokości 11,6 cm, zakończonego rozszerzoną podstawą (stopką). Jego zewnętrzna powierzchnia pierwotnie mogła być pokryta złotą folią. 
Naczynie ozdobione jest reliefem figuralnym z wyobrażeniem sceny zaczerpniętej z życia i nacechowanej sporą naturalnością. Do wzorów egipskich nawiązuje jej kompozycja wraz z przedstawieniem postaci ludzkich w charakterystycznym skręcie o 90%, gdy głowa i nogi ukazane są z profilu, a tors frontalnie. Centralną postacią jest stojący mężczyzna z długimi włosami spiętymi diademem, odziany w krótką spódniczkę ze sztyletem zatkniętym za pas. Postać, wcześniej umownie uznana za naczelnika (wodza), nosi naramienniki i bransolety oraz potrójny naszyjnik wykonany z oddzielnych płytek, a w wyciągniętej ręce trzyma oparty o ziemię wysoki pręt będący najprawdopodobniej rodzajem berła; jednoznaczną identyfikację utrudnia jednak odłupanie kawałka naczynia w miejscu jego zwieńczenia. Na podstawie ozdób interpretowanych jako oznaki godności postać ta uważana jest za króla (J. Forsdyke) względnie (według R.W. Hutchinsona) miejscowego władcę. Za jego plecami umieszczono wąskie pionowe wybrzuszenie poprzedzielane nacięciami, stanowiące zdaniem Johna Forsdyke’a schematyczne wyobrażenie muru pałacowego. Stojąca przed „królem” postać w prawej ręce trzyma oparty na ramieniu miecz, a w lewej także oparty na ramieniu pręt zwieńczony zwisającą kitą. Według Roberto Paribeniego jest to oficer składający władcy meldunek, natomiast Reynold Higgins widział w nim dowódcę straży przyjmującego rozkazy od młodego księcia. Za nim kroczą trzy postacie niosące wielkie, zasłaniające je niemal całkowicie, płaskie przedmioty – wojownicy z tarczami pokrytymi skórą wołową bądź też niosący przeznaczone do ich wyrobu skóry byków wcześniej złożonych w ofierze. 
Arthur Evans w swym fundamentalnym Palace of Minos interpretował pręt z kitą w ręku stojącej przed wodzem postaci jako przybór obrzędowy służący do skrapiania, natomiast płaskie przedmioty niesione przez wojowników – jako skóry słoni zdobyte jako łupy w Libii. Interpretacja taka jest jednak podawana w wątpliwość; zdaniem Bogdana Rutkowskiego może to być scena przynoszenia przez żołnierzy daniny w postaci płacideł (skór) ściąganej od opornych poddanych. Według całkiem odmiennej interpretacji Johna Forsdyke’a scena ta przedstawia składanie ofiary przed władcą przez kapłana, a trzy postacie niosą prawdopodobnie skóry byków, co byłoby zgodne z minojskim zwyczajem zabijania tych zwierząt na ofiarę. Badacz ten wysunął hipotezę, że zarówno czarka, jak i tzw. Waza Żeńców były dziełem tego samego artysty. 